# Chiesa di Santa Caterina Martire (Ferrara)
La chiesa di Santa Caterina Martire, anche chiamata Le Martiri, si trova nella zona di via Roversella e via Dosso Dossi a Ferrara, ed è legata all'omonimo convento. La chiesa è stata sconsacrata e il convento è stato seriamente danneggiato dal sisma del 2012.

## Storia
Il luogo di culto con dedicazione a Santa Caterina e il suo monastero vennero edificati in epoca non definita ma antecedente il 1208.
Il 17 febbraio 1525 nelle sue vicinanze venne giustiziato un certo Domenico Roversella, reo di bracconaggio nelle riserve ducali.
La chiesa venne soppressa in tempi successivi. Al suo interno conservava importanti affreschi  quattrocenteschi che in parte vennero asportati e trasferiti su tela e in parte andarono perduti a causa del degrado. Tali opere sono state oggetto di approfondimento durante un convegno tenuto a Ferrara nel 2017.
Dopo i gravi danni provocati dal terremoto dell'Emilia del 2012 il convento di Santa Caterina Martire è divenuto oggetto di opere di messa in sicurezza e restauro iniziate nel 2019.

## Descrizione
Il sito della chiesa e del monastero si trova nella parte rinascimentale della città di Ferrara, quella che è entrata nel tessuto urbabo cittadino con l'Addizione Erculea  della fine del XV secolo anche la sua costruzione risale ad epoca anteriore, quando l'area si trovava a nord della cinta muraria dell'epoca. A breve distanza si trova il palazzo dei Diamanti e corso Biagio Rossetti è vicino. La struttura non ha più una funzione religiosa ma è sede di un istituto scolastico. L'edificio della chiesa viene utilizzato come palestra.